# Галановское (сельское поселение)
Галановское сельское поселение — упразднённое муниципальное образование со статусом сельского поселения на юго-востоке Удмуртии, в Каракулинском районе (Россия).
Административный центр — село Галаново.
Законом от 27 мая 2021 года № 54-РЗ к 10 июня 2021 года упразднено в связи с преобразованием муниципального района в муниципальный округ.

## История
Статус и границы сельского поселения установлены законом Удмуртской Республики от 23.11.2004 № 69-РЗ «Об установлении границ муниципальных образований и наделении соответствующим статусом муниципальных образований на территории Каракулинского района Удмуртской Республики».

## Население
| 2010 | 2012 | 2013 | 2014 | 2015 | 2016 | 2017 |
| ---- | ---- | ---- | ---- | ---- | ---- | ---- |
| 689  | ↘663 | ↘656 | ↘636 | ↘619 | ↘613 | ↘595 |
| 2018 | 2019 | 2020 |      |      |      |      |
| ↘577 | ↘548 | ↘538 |      |      |      |      |

## Состав сельского поселения
| № | Населённый пункт | Тип населённого пункта       | Население |
| - | ---------------- | ---------------------------- | --------- |
| 1 | Галаново         | село, административный центр | ↘533      |
| 2 | Сухарево         | деревня                      | ↗130      |